# Rob Groenhuijzen
Robert Gijsbertus Groenhuijzen (Rotterdam, 4 maart 1941) is een voormalig Nederlands volleybalinternational.
Rob Groenhuijzen behoorde tot het eerste Nederlandse volleybalteam dat afgevaardigd werd naar de Olympische Spelen. In 1964 werden in Tokio judo en volleybal geïntroduceerd als Olympische sporten. Nederland werd bij de Zomerspelen van 1964 achtste van de tien deelnemende landen.
Groenhuijzen was ook politiek actief. Hij was lid van de Rode Jeugd en werd in 1977 aangehouden in Capelle aan den IJssel in een kelderbox waar wapens en andere benodigdheden voor een stadsguerrilla waren opgeslagen. Groenhuijzen werd veroordeeld voor politiek gemotiveerde aanslagen en zat hiervoor drie jaar gevangen. Tegenwoordig is hij bestuurslid van de stichting Nederland-Gaza.
Frank Constandse · Jacques Ewalds · Rob Groenhuijzen · Jan van der Hoek · Jurjaan Koolen · Jaap Korsloot · Jan Oosterbaan · Dinco van der Stoep · Piet Swieter · Joop Tinkhof · Jacques de Vink · Hans van Wijnen